# Allogalumna costata
Allogalumna costata är en kvalsterart som beskrevs av Sandór Mahunka 1996. Allogalumna costata ingår i släktet Allogalumna, och familjen Galumnidae. Inga underarter finns listade i Catalogue of Life.